# Jana Demeterová
Jana Demeterová (9. září 1974 Vysoká Libeň – 28. ledna 2024) byla česká kartářka známá zejména z televizního vysílání pořadu Volejte věštce.
Kromě televizního pořadu Volejte věštce působila Demeterová také jako kartářka na svém vlastním kanále na platformě YouTube. Byla mj. spoluautorkou příběhů v časopisu Ve hvězdách. V roce 2011 vydala knihu s titulem Čáry a příběhy Jany Demeterové aneb Nebojte se budoucnosti.
V poslední fázi života ji trápily problémy se srdcem. Ještě v prosinci 2023 se zúčastnila talkshow Na kafeečko, kde věštila budoucnost na rok 2024. Své poslední živé vysílání uskutečněné 24. ledna 2024 ukončila ze zdravotních důvodů. Zemřela 28. ledna 2024 v důsledku srdečního selhání.